# 錫達瓦利 (密蘇里州)
錫達瓦利（英語：Cedar Valley）是位於美國密蘇里州托尼縣的鬼鎮。

## 歷史
錫達瓦利的郵局於1873年設立，其後於1935年停運。

## 地理
錫達瓦利所處的海拔為高於海平面295米（即968英呎），而該地所採用的時區為UTC-6，即北美中部時區（CST）。同時該地設有夏令時間，為UTC-6調快一小時，即UTC-5（CDT）。